# Residenz Eichstätt
Die Residenz Eichstätt, der ehemalige Sitz der Eichstätter Fürstbischöfe am Residenzplatz in Eichstätt, ist ein dreiflügeliger Schlossbau der Barockzeit.
Hervorzuheben sind insbesondere das repräsentative Treppenhaus mit einem kunstvoll geschmiedeten eisernen Treppengeländer und einem Deckenfresko von Johann Michael Franz, das den Sturz des Phaethon zeigt, sowie der Spiegelsaal, den ebenfalls mythologischen Szenen als Deckenbild in Leimfarben aus der Hand des gleichen Künstlers zieren.

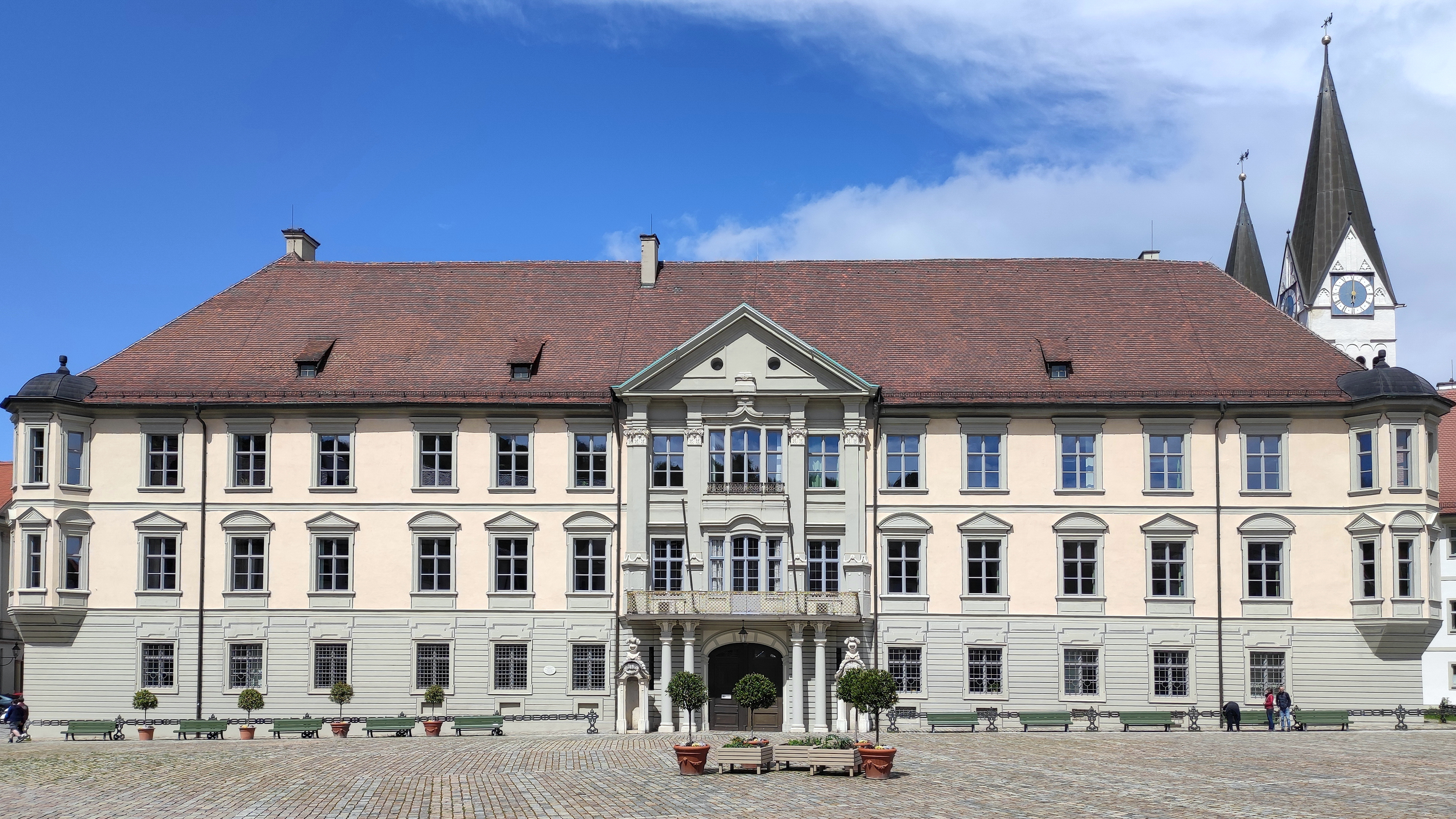
Südflügel der Residenz

## Baugeschichte

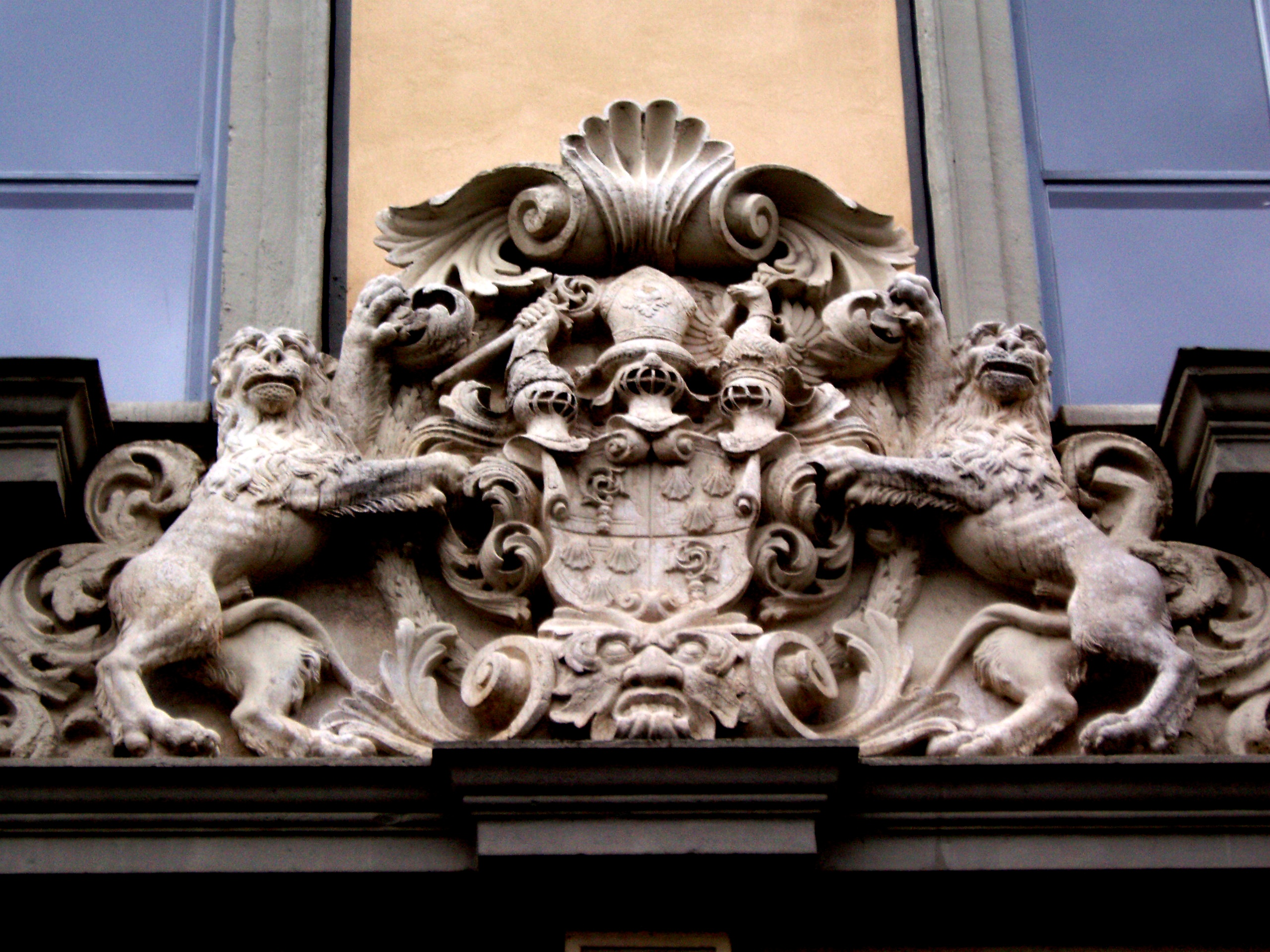
Wappen des Fürstbischofs Johann Martin von Eyb über dem Residenzportal

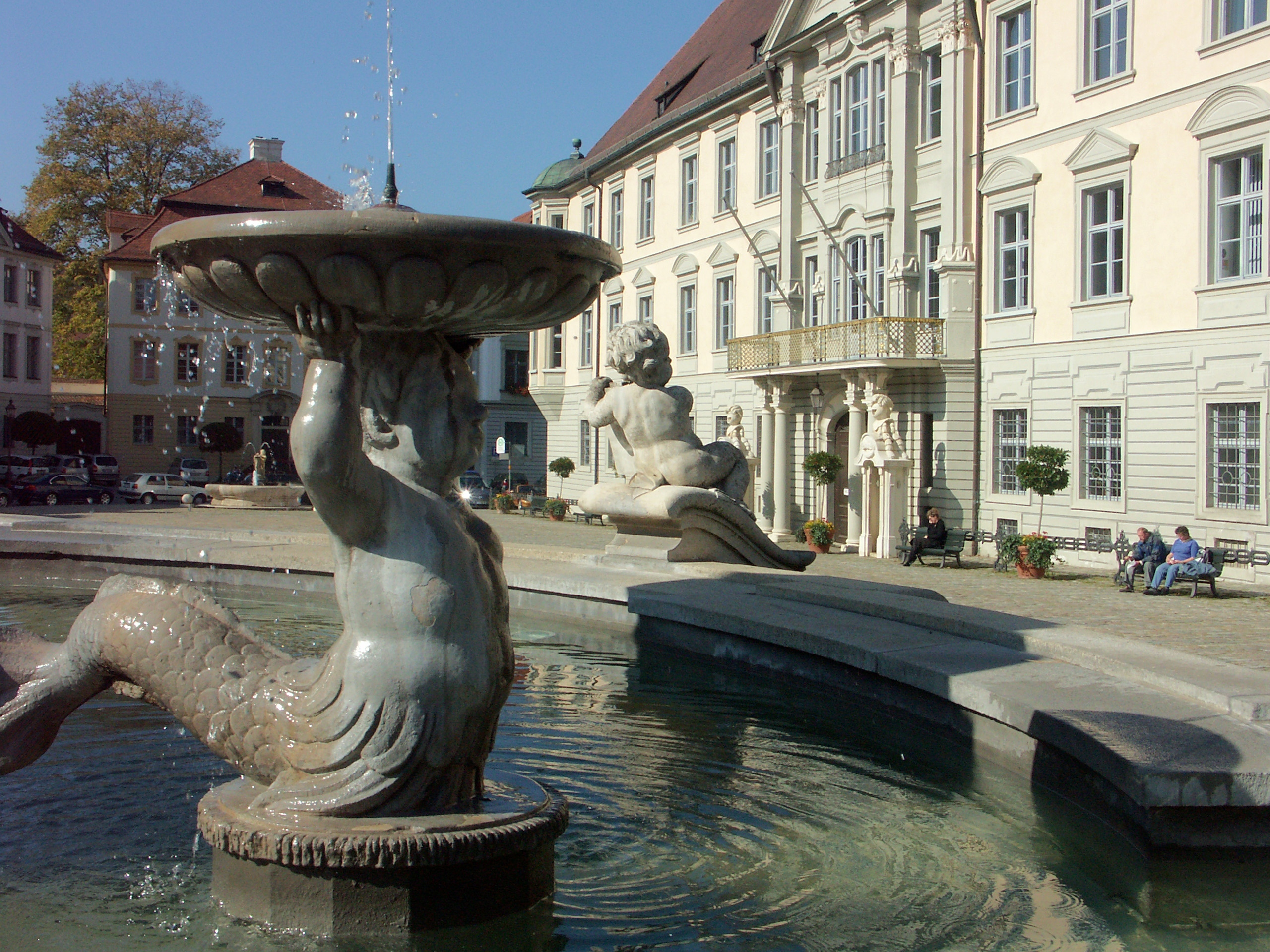
Blick vom Marienbrunnen auf den Südflügel der Residenz

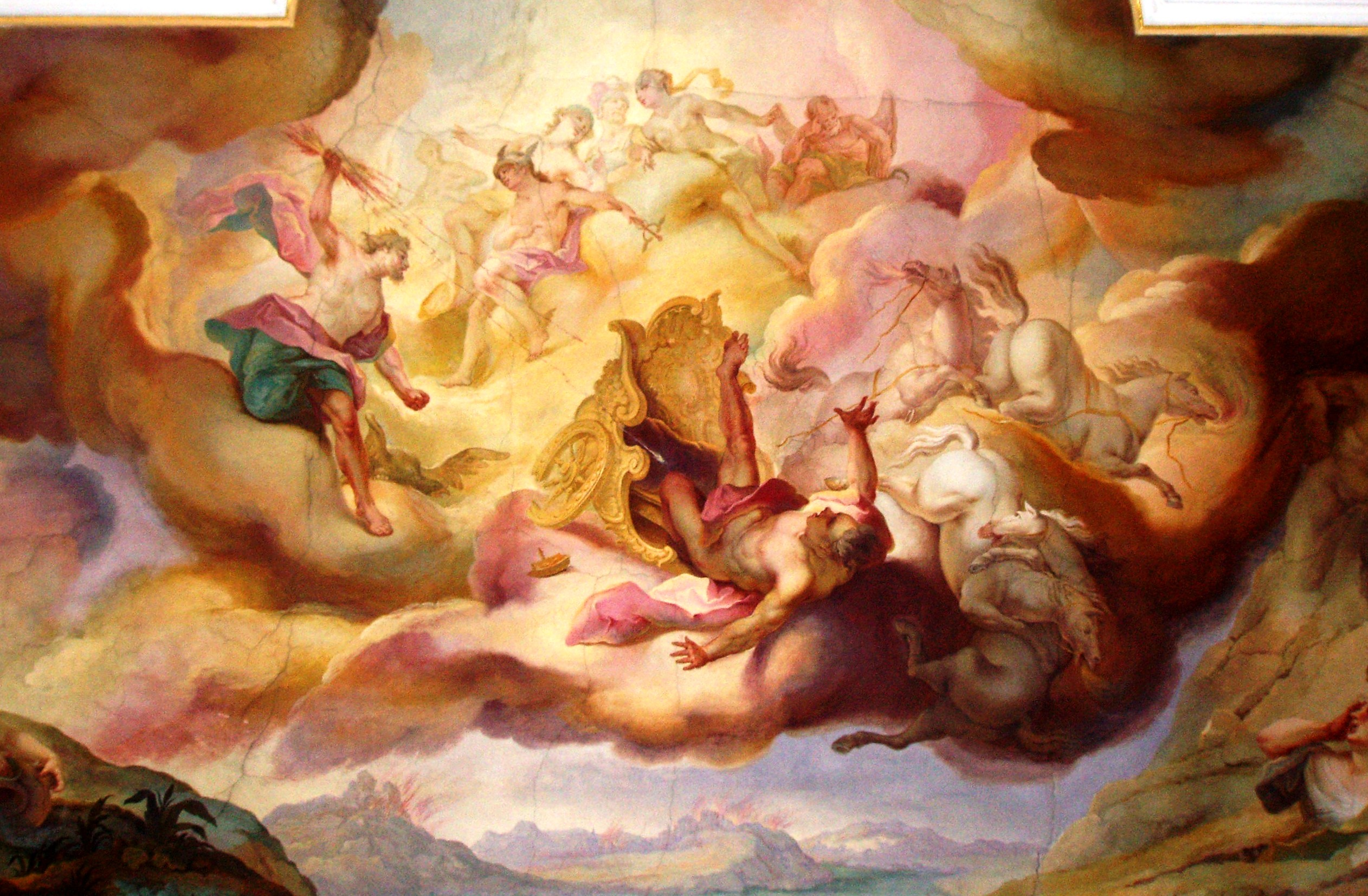
Sturz des Phaeton, Deckengemälde von Johann Michael Franz

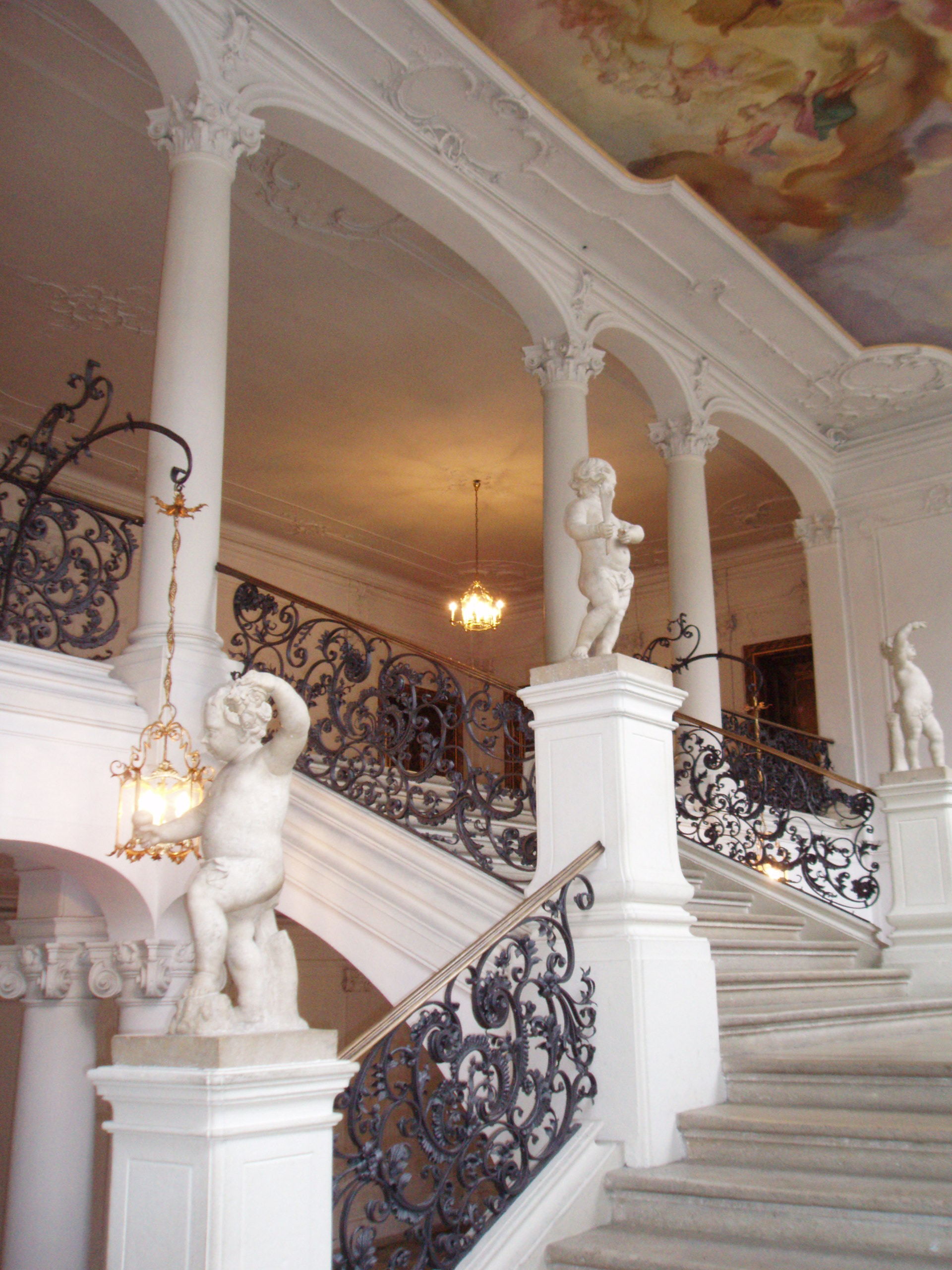
Treppenhaus in der Residenz

Im 11. Jahrhundert wurde unter Bischof Heribert südlich neben dem kurz zuvor entstandenen romanischen Willibaldsdom eine Bischöfliche Hofhaltung, der sogenannte Alte Hof, errichtet. Bis zur ersten Hälfte des 14. Jahrhunderts war dieser die Bischofsresidenz in der Stadt. Nach ihrer Verlegung auf die Willibaldsburg hoch über der Stadt dienten die Gebäude dem Domkapitel sowie als Sitz der Verwaltung des Hochstifts Eichstätt.
Bei den beiden verheerenden Stadtbränden am 17. Dezember 1633 sowie am 12. Februar 1634, mit denen schwedische Truppen im Dreißigjährigen Krieg versuchten, die Stadt Eichstätt vollständig zu zerstören, wurde auch der Alte Hof vernichtet. Nach Ende des Krieges erfolgte bis 1684 ein provisorischer Wiederaufbau.
Um 1700 begann Hofbaudirektor Jakob Engel auf Veranlassung des Fürstbischofs Johann Martin von Eyb an der Stelle des Alten Hofes mit dem Bau eines neuen Residenzgebäudes. Der Westflügel wurde schon circa 1702 fertiggestellt. Der Ostflügel folgte. Den Südflügel und die gesamte Schlossanlage vollendete der Nachfolger des 1714 verstorbenen Jakob Engels Gabriel de Gabrieli. Vor dem Südflügel des Schlosses legte er zugleich den heutigen Residenzplatz an.
Für die heute in Teilen noch erhaltene Rokoko-Innenausstattung der Residenz war der dritte bedeutende Eichstätter Hofbaumeister Maurizio Pedetti unter Fürstbischof Raymund Anton Graf von Strasoldo verantwortlich. Dieser gab schließlich dem Residenzplatz mit seiner Mariensäule, die das Zentrum eines von Putten umsäumten Brunnen bildet, seine heutige Gestalt. Fürstbischof Johann Anton III. Freiherr von Zehmen hatte hier seinen Amtssitz, führte ein aufgeklärtes Reformprogramm durch und erweiterte den Hofgarten.
Nach der napoleonischen Ära, die das Ende des Hochstifts Eichstätt und seinen Anschluss an das Königreich Bayern bedeutete, diente die Residenz von 1817 bis 1833 Eugène de Beauharnais, Herzog von Leuchtenberg, Stiefsohn Napoleons und Schwiegersohn des bayerischen Königs Max I. Joseph mit seiner Familie als Wohnsitz (siehe Fürstentum Eichstätt).
Seit 1976 befindet sich dort das Landratsamt des Landkreises Eichstätt. Ein Teil der Räume wurde restauriert und kann zusammen mit einer kleinen Galerie von Werken des Malers Carl Otto Müller besichtigt werden.
Die Anlage ist unter der Aktennummer D-1-76-123-210 als denkmalgeschütztes Baudenkmal von Eichstätt verzeichnet. Ebenso wird sie als Bodendenkmal unter der Aktennummer D-1-7133-0189 im Bayernatlas als „frühneuzeitliche Befunde im Bereich der ehemaligen Fürstbischöflichen Residenz mit Hofgarten“ geführt.